# Heroes' Acre (Namibie)
Pour les articles homonymes, voir Heroes' Acre.
Heroes' Acre (carré des héros en français) est situé à quelques kilomètres au sud de la capitale de Namibie. Le site a été classé monument national de Namibie le 20 août 2002. Inauguré le 26 août 2002, il se compose d'un obélisque en marbre, d'une statue en bronze représentant le Soldat Inconnu et d'un cimetière de 174 tombes.